# ACM Transactions on Programming Languages and Systems
ACM Transactions on Programming Languages and Systems (abrégé en TOPLAS) est une revue scientifique bimestrielle à comité de lecture sur les langages de programmation, publiée par l'Association for Computing Machinery depuis 1979. 

## Description
Le rédacteur en chef est, en 2020, Andrew C. Myers, de l'université Cornell. 
Les domaines de recherche couverts par la revue comprennent notamment la conception de langages de programmation, leur implémentation la sémantique des langages de programmation, les compilateurs et interprètes, les environnements d'exécution, la gestion de la mémoire et les  ramasses-miettes, la spécification formelle les méthodes de test et la vérification des logiciels.

## Résumés et indexation
La revue est bimestrielle : elle publie un cahier tous les deux mois, les cahiers d'une année sont groupés en un volume. Les articles d'une même année sont numérotés consécutivement. 
La revue est indexée, et les résumés sont publiés notamment dans Scopus (Elsevier) ou DBLP.
Le facteur d'impact sur Biobox est de 0,759 en 2018. Sur SCImago Journal Rank, il est de 0,39.